# Осиновка (река, впадает в губу Мамай)
Оси́новка — река в России, в Кабанском районе Бурятии. Впадает в губу Мамай озера Байкал в 2,5 км к северо-западу от остановочного пункта Мамай ВСЖД. Длина — 34 км.

## Описание
Река берёт начало в 4 км севернее водораздела Хамар-Дабана, в 23 км по прямой к юго-востоку от о. п. Мамай на Транссибе. Течёт в северо-западном направлении в горно-таёжной местности.
По выходе на предбайкальскую низменность постепенно меняет направление течения на северное, здесь реку пересекают автомобильный мост федеральной автотрассы «Байкал» (в 3 км от устья) и два железнодорожных моста Транссибирской магистрали (1,6 км от устья). Ширина реки у мостов — 20—40 м. При впадении в Байкал образует дельту шириной до 1 км.
Впадает в губу Мамай с юга в 2,5 км северо-западнее о. п. Мамай Восточно-Сибирской железной дороги, находящегося к востоку в 5,6 км от посёлка Толбазиха, и в 9 км от станции Выдрино.

## Данные водного реестра
По данным государственного водного реестра России относится к Ангаро-Байкальскому бассейновому округу. Водохозяйственный участок реки — бассейны рек южной части Байкала в междуречье рек Селенга и Ангара. Речной бассейн реки — бассейны малых и средних притоков южной части Байкала.
По данным геоинформационной системы водохозяйственного районирования территории РФ, подготовленной Федеральным агентством водных ресурсов:
- Код водного объекта в государственном водном реестре — 16020000112116300020552
- Код по гидрологической изученности (ГИ) — 116302055
- Код бассейна — 16.02.00.001
- Номер тома по ГИ — 16
- Выпуск по ГИ — 3